# Hilligsfeld
Hilligsfeld ist eine Ortschaft der niedersächsischen Stadt Hameln und flächenmäßig der größte Bezirk. Er besteht aus den beiden Ortsteilen Groß Hilligsfeld und Klein Hilligsfeld, die sich östlich der Stadt Hameln befinden und zusammen 936 Einwohner haben (Stand Juni 2022). Zwischen den beiden Ortsteilen fließt die Hamel. Die Bundesstraße 217 führt durch Groß Hilligsfeld.

## Geschichte
Die erste bekannte urkundliche Erwähnung beider Orte war im 9. Jahrhundert, sie wurden damals Hilligsfeld und Klein Hilligsfeld genannt, Varianten waren Hillingesfeldo, Hillingesfelden, Hillincesvelde, Hilliesfelde. Zu dieser Zeit besaß das Stift St. Bonifatius (heute evangelisch-lutherischer Hamelner Münster St. Bonifatius) eine Hufe Land in Hilligsfeld.

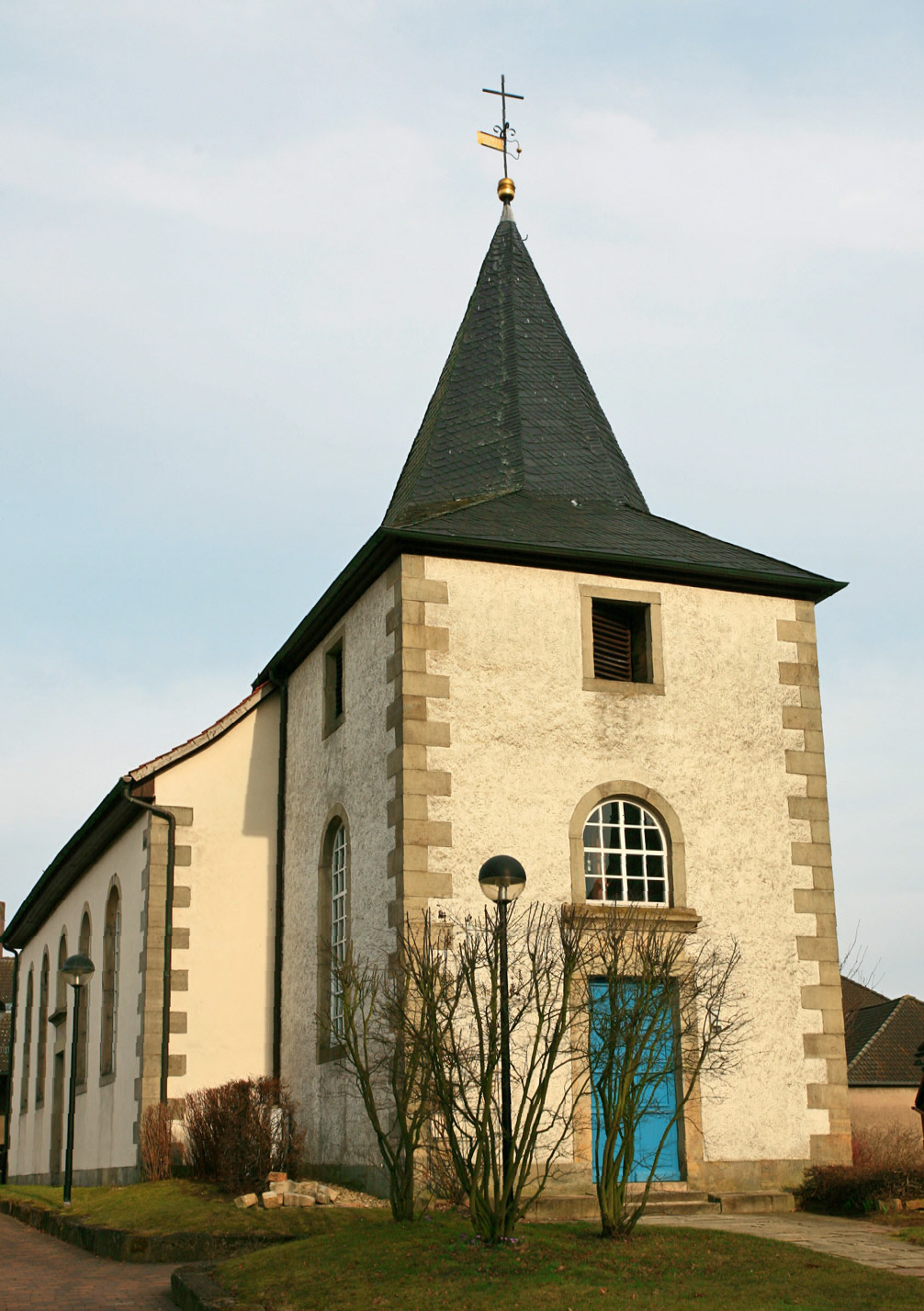
Martini-Kirche in Groß Hilligsfeld

Schon im 11. Jahrhundert gab es in Groß Hilligsfeld eine Kirche, die dem heiligen Martin von Tours geweiht war (St. Martinikirche) und zum Stift St. Bonifatius gehörte. Auch der Gograf des Gogerichtsbezirks Goe auf der Hamel war hier ansässig. Ab dem Jahre 1586 wurde das Dorf dem Amt Springe durch Herzog Julius von Wolfenbüttel zugeteilt, ab 1852 kam es zum Amt Hameln.
Am 1. Januar 1973 wurden die Gemeinden Groß Hilligsfeld und Klein Hilligsfeld in die Stadt Hameln eingegliedert.

## Einwohnerentwicklung
Groß Hilligsfeld
| 1689 | 1848 | 1933 | 1950 | 1961 | 1970 | 1972 | 2000 | 2001 | 2002 | 2003 | 2006 |
| ---- | ---- | ---- | ---- | ---- | ---- | ---- | ---- | ---- | ---- | ---- | ---- |
| 230  | 394  | 487  | 881  | 731  | 781  | 770  | 840  | 836  | 857  | 855  | 879  |

Klein Hilligsfeld
Klein Hilligsfeld hat am wenigsten Einwohner aller Ortsteile von Hameln. 
| 1689 | 1848 | 1933 | 1950 | 1961 | 1970 | 1972 | 2000 | 2001 | 2002 | 2003 | 2006 | 2009 |
| ---- | ---- | ---- | ---- | ---- | ---- | ---- | ---- | ---- | ---- | ---- | ---- | ---- |
| 113  | 222  | 185  | 363  | 255  | 193  | 183  | 155  | 142  | 145  | 147  | 141  | 134  |

## Ortsrat Hilligsfeld
- SPD: 1
- FWG: 2
- CDU: 2

Wahlergebnis von der Kommunalwahl 2016:
| FWGH | 41,92% |
| CDU  | 37,84% |
| SPD  | 20,24% |

Sitzverteilung des Ortsrats Hilligsfeld:
| FWGH | 2 |
| CDU  | 2 |
| SPD  | 1 |

## Wappen

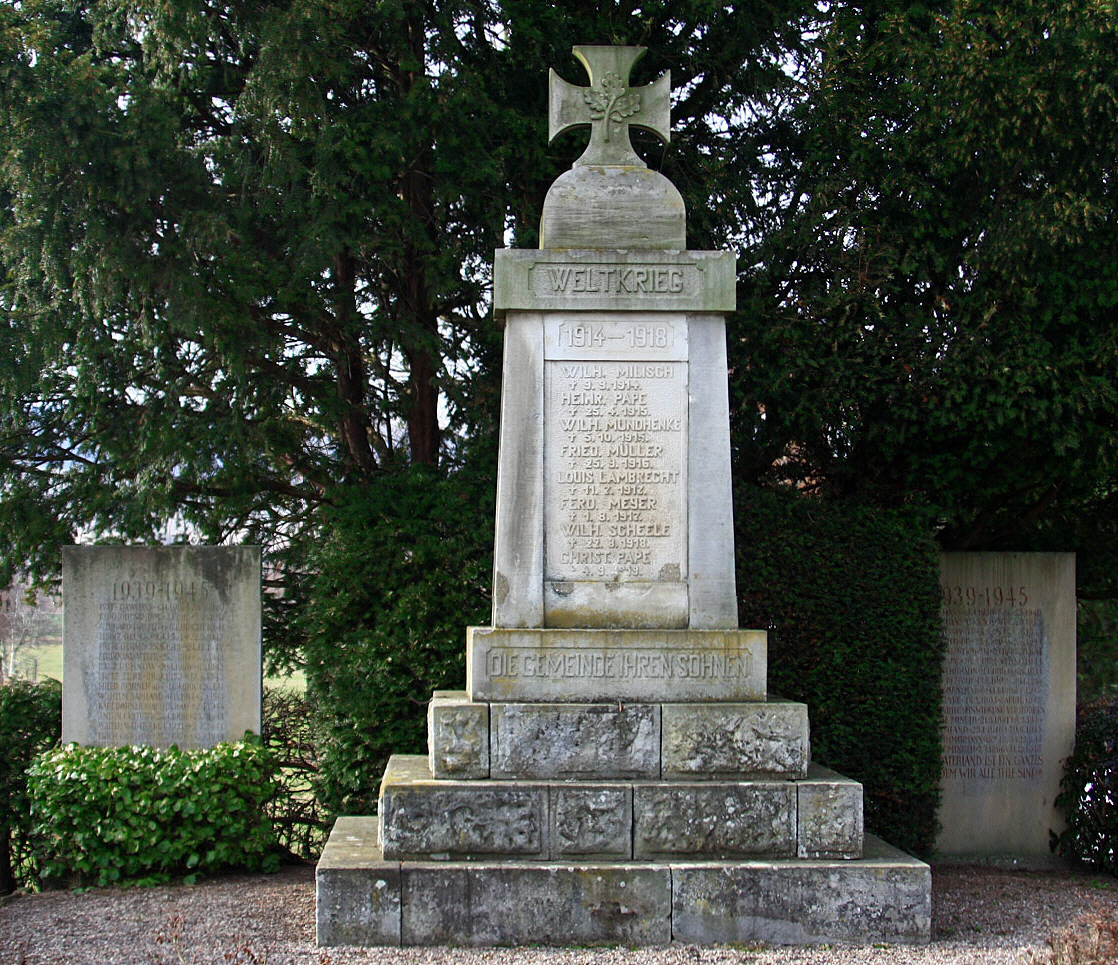
Kriegerdenkmal in Klein Hilligsfeld

- Die Blasonierung des Wappens von Groß Hilligsfeld zeigt drei grüne Spitzen (unten) im silbernen Schild (in der Form ähnlich dem Fränkischen Rechen). Aus den Spitzen ragen ebenfalls grüne Eichenzweige mit je zwei goldenen Früchten. Darunter befinden sich zwei waagerechte "Balken" in Gold, die einen Altar darstellen, da hier in der Vergangenheit ein germanisches Heiligtum gewesen sein soll.

- Das Wappen von Klein Hilligsfeld zeigt drei ockerfarbene Spitzen in blauem Schild. Aus den Spitzen wächst je ein Baum, darunter befindet sich ein heraldisch rechtsgewendetes Pferd, von unten nach oben langsam von schwarz zu weiß werdend.

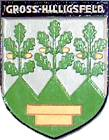
Wappen Groß Hilligsfeld
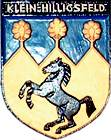
Wappen Klein Hilligsfeld

## Kultur und Sehenswürdigkeiten
Die 1816 erbaute, klassizistische Martini-Kirche wurde 1989 gründlich renoviert. Die evangelisch-lutherische Kirche verfügt über eine  frühromantische Orgel, die 1839 von dem Hoforgelbaumeister Ernst Wilhelm Meyer aus Hannover gebaut wurde. Das Orgelwerk wurde im Jahre 1991 von der Firma Hillebrand aus Altwarmbüchen renoviert.

## Söhne und Töchter des Ortes
- Börries von Hammerstein (1781–1844), deutscher Gutsherr und Abgeordneter